# Sabine Fahrenwald
Sabine Fahrenwald född Erbs 17 juli 1964 i Västberlin är en tysk handbollsspelare och handbollstränare. Hon spelade som mittnia.

## Karriär
Sabine Erbs spelade handboll i sin hemstad för klubben TSV GutsMuths Berlin. 1983 spelade hon ungdoms-VM för Västtyskland. Hon spelade också för Västtyskland damlandslag i handboll. Hon spelade minst 140 landskamper för landslaget. Hon deltog i truppen vid de olympiska spelen 1984 och vid VM 1986, där hon gjorde nio mål på sex matcher. Hon spelade i B-VM 1989 då Tyskland vann finalen över Sverige. Efter spelarkarriären  arbetade hon som handbollstränare i klubben Füchse Berlin tillsammans med sin man fram till januari 2011. Sabine Fahrenwald är gift med Edgar Fahrenwald som också har varit handbollstränare.